# Die Vermieterin
Die Vermieterin ist ein österreichischer Spielfilm von Sebastian Brauneis aus dem Jahr 2023.
Brauneis war Regisseur, Produzent und Kameramann und verfasste das Drehbuch gemeinsam mit Helmut Emersberger.
Der Film folgt der jungen Schauspielerin Johanna (Marlene Hauser), die nach einem mühsamen Umzug Probleme mit ihrer hinterlistigen neuen Vermieterin Frau Schrankinger (Margarethe Thiesel) hat.
Der Film ist inspiriert und stark beeinflusst von Brauneis’ persönlicher Erfahrung bei der Wohnungssuche in Wien.

## Handlung
Während Johanna (Marlene Hauser) schon seit Monaten auf der Suche nach einer leistbaren Wohnung ist, ist Liliane Schrankinger (Margarethe Thiesel) auf der Suche nach Einkünften, die ihr möglichst ohne Arbeit ihre Fixkosten decken. Zum Glück lernt Frau Schrankinger den Immobilienmakler Mario Graf (Lukas Watzl) kennen, der ihr nicht nur dabei hilft, die Wohnung zu vermieten, sondern auch das meiste Geld aus der Sache herauszuquetschen.
Johanna zieht in Frau Schrankingers Wohnung ein, doch sie kann sich nur solange darüber freuen, bis ihr Frau Schrankinger mit den übelsten Vermietertricks im Nacken liegt.

## Produktion
Die Idee zu Die Vermieterin hatte Sebastian Brauneis im Jahr 2022, als er selbst delogiert wurde, und plötzlich eine neue Wohnung finden musste. Die Dreharbeiten fanden noch im selben Jahr, mit einem Budget von 35.000 €, statt.
Helene Stupnicki und Niels Pfeiffer unterstützten die Produktion als Ausführende Produzenten.
Die Vermieterin wurde vom Land Wien, Kultur Niederösterreich und Land Steiermark gefördert.
Die Vermieterin wurde am 24. März auf der Diagonale 2023 uraufgeführt.

## Kritiken
Cinema Austriaco, Marina Pavido, 31. März 2023: „Eine geschickte und mutige Regie ist das erste, was einem beim Anschauen von Die Vermieterin auffällt. Während Johanna in ihren Gedanken versunken ist, spricht sie das Publikum plötzlich direkt an. Und während das Lied eines Arbeiters, der die Fassade des Gebäudes, in dem die Protagonistin wohnt, renovieren muss, sofort an Italien denken lässt und willkommene gute Laune vermittelt, machen sporadische Animationseinlagen alles noch lebendiger und dynamischer. Sebastian Brauneis scheut sich nicht, mutige Entscheidungen zu treffen, und mit Die Vermieterin ist ihm ein äußerst intelligenter Spielfilm gelungen, der frisch wie eine Frühlingsbrise ist.“
Uncut, Martina Ortner, 9. April 2023: „Mit dem Film setzt Brauneis also ein Zeichen, das versucht, mit den oberen Zehntausend abzurechnen, während diese uns einen Strich durch unsere Rechnung machen. Denn diese Rechnung geht längst nicht mehr auf und dennoch weigert sich die Politik hierzulande, den Mieter*innen den Rücken zu stärken. Doch der Film zeigt diese Missstände nicht als großes Ganzes auf, sondern anhand einer Einzelgeschichte, die es schafft, die sozialkritische Botschaft wahnsinnig unterhaltsam, humorvoll und kurzweilig rüberzubringen. Dabei ist der Film trotz seinem bescheidenen Budget auch noch sehr stilsicher. Der geschniegelte Regisseur hat einen Sinn für Ästhetik, der auch in seinen Filmen eine zentrale Rolle spielt. Dabei ist seine Vorliebe für französische Filme aus den 1960ern kaum zu übersehen und verleiht dem Film einen charmanten Touch, den er gekonnt mit Wiener Schmäh und Wiener Grant verbindet.“
FM4, Pia Reiser, 11. Juli 2023: „Steigende Mieten, durchtriebene Vermieterinnen und soziale Ungerechtigkeit sind das Gerüst für die irgendwie gleichzeitig euphorisch und melancholische Geschichte um Johanna (Marlene Hauser), die auf der Suche nach einer leistbaren Wohnung auf eine durchtriebene Vermieterin trifft. Ein sagenhaft gut aussehender Film mit einem laut pochendem Herz und frei nach den Beginnern: einem Tanzbein und einem Arschtreter.“